# Gris Plity

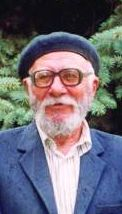
Gris Plity

Gris Plity (Ossetisch: Грис Плиты; Russisch: Грис Дзамболатович Плиев) (Roka nabij Dzjava, Zuid-Ossetië, 30 oktober 1913 - Vladikavkaz, 4 maart 1999) was een Ossetisch dichter. Hij schreef in het Ossetisch en Russisch. 
Plity studeerde aan de theaterschool in Moskou en sloot die studie in 1935 af. In 1941 werd hij lid van de Communistische Partij en werd gemobiliseerd in het leger. Tijdens de oorlog was hij officier. 
In 1933 verscheen zijn dichtbundel  «В крылатые годы», 1948 «Солдат» ("Soldaat"), in 1963 «Жизнь и смерть» ("Leven en dood") en in 1967  «Семь черкесок» ("De zeven Tsjerkessen"). Hij schreef daarnaast ook werk voor theater. Gris Plity vertaalde werken van Shakespeare, Lermontov en Poesjkin naar het Ossetisch. Na de oorlog stond Gris Plity aan het hoofd van het Ossetisch theater en werd hoofdredacteur van de Ossetische krant "Ræstdzinad". 